# Tipula shieldsi
Tipula shieldsi är en tvåvingeart som beskrevs av Alexander 1965. Tipula shieldsi ingår i släktet Tipula och familjen storharkrankar. Inga underarter finns listade i Catalogue of Life.